# Censure de l'empire du Japon

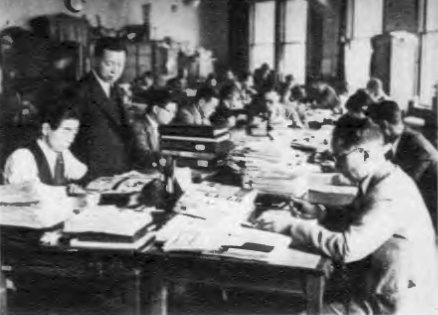
Censeurs du gouvernement au travail au département de la Police Métropolitaine de Tokyo en 1938.

La censure (検閲, Ken'etsu) de l'empire du Japon est la continuation d'une longue tradition commencée à l'époque féodale au Japon. La censure de la presse par le gouvernement existait déjà pendant l'époque Edo (1603-1867), le shogunat Tokugawa était à bien des égards un État policier. Elle avait pour but de contrôler la diffusion des informations, comme le christianisme, l'afflux des idées occidentales, la pornographie ou les critiques vis-à-vis de la politique du shogun ou du gouvernement.
D'autre part, le tabou du chrysanthème contribue à renforcer la censure concernant les critiques de l'empereur du Japon.

## Ère Meiji (1868-1912)
Après la restauration de Meiji, la censure de l'information mit l'accent sur la protection de l'empereur et du nouveau gouvernement de Meiji. Les idéaux de la démocratie libérale furent considérés comme dangereusement subversifs et furent visés par l'ordonnance de publication de 1869 (出版条例, Shuppan Jōrei) qui bannissait certains sujets (comme la pornographie) et imposa un contrôle de toutes les publications avant d'approuver leurs sorties publiques. Initialement utilisée pour servir de droit d'auteur, cette méthode fut rapidement adoptée pour contrôler les critiques contre le gouvernement.
Avec l'établissement d'un cabinet au gouvernement, le ministère des Affaires intérieures fut affecté à cette tâche visant particulièrement les journaux. Le succès du mouvement pour la liberté et les droits du peuple provoqua la réaction des éléments conservateurs du gouvernement qui firent passer de sévères lois sur la diffamation en 1875, en plus de la draconienne ordonnance sur la presse de 1875 (新聞紙条例, Shimbunshi Jōrei) qui était tellement stricte qu'elle fut surnommée la "loi d'abolition de la presse" car elle permettait au ministère des Affaires intérieures d'interdire et de fermer un journal fautif que le gouvernement jugeait dangereux pour l'ordre public ou la sécurité d'État. L'ordonnance fut même encore renforcée avec les révisions de 1887 qui étendaient les sanctions jusqu'aux auteurs et aux éditeurs et restreignaient l'importation de journaux en langue étrangère aux contenus jugés scabreux.
L'une des plus célèbres affaires de censure de cette ère fut l'affaire Kume, dans laquelle l'historien Kume Kunitake fut contraint à la démission après avoir publié en octobre 1891 dans la revue  Shigaku zasshi un article critiquant le shintoïsme, alors que celui-ci venait d'être élevé au rang de religion d'État. 
Durant la guerre sino-japonaise (1894-1895) et la guerre russo-japonaise (1904-05), le ministère de la Guerre imposa également des restrictions sur l'information.
Les lois de censure fut encore revues en 1893 avec la loi de publication de 1893 (出版法, Shuppan Hō) qui restera virtuellement inchangée jusqu'en 1949. De nouveaux contrôles de la presse suivirent avec la loi sur la presse de 1909 (新聞紙条例, Shimbunshi Jorei) qui détaillait les sanctions appliquées pour les infractions.

## Ère Taishō (1912-1926)
Bien que l'ère Taishō soit vue comme une période libérale, ce fut aussi une période de grands bouleversements sociaux où le contrôle du gouvernement sur la diffusion des pensées politiques jugées dangereuses s'intensifia, surtout envers le socialisme, le communisme et l'anarchisme. Après la Première Guerre mondiale, les lois de Préservation de la Paix de 1925 augmentèrent les pouvoirs de la police pour poursuivre les diffuseurs du socialisme et du mouvement d'indépendance coréen. Les restrictions de la censure furent également élargies aux groupes religieux. En 1928, la peine de mort fut ajoutée pour certains infractions et la Tokkō ("haute police spéciale") fut créée pour s'occuper des infractions idéologiques.

## Ère Shōwa (période de 1926 à 1945)
En 1924, le département de surveillance des publications du ministère des Affaires intérieures fut créé avec des sections distinctes pour la censure, les enquêtes et les affaires générales. Avec le déclenchement de la guerre sino-japonaise (1937-1945), le ministère des Affaires intérieures, le ministère de la Guerre, le ministère de la Marine et le ministère des Affaires étrangères tinrent des réunions régulières avec les éditeurs pour les conseiller sur la façon de respecter la censure de plus en plus stricte. De même pour les sanctions qui furent de plus en plus sévères, et les enregistrements sonores (comme les émissions de radio) devinrent aussi censurés par le gouvernement.
En 1936, un comité d'information et de propagande fut créé au sein du ministère des Affaires intérieures pour s'occuper de la diffusion de tous les communiqués de presse officiels, tout en travaillant avec le département de surveillance des publications sur les questions de censure. Les activités de ce comité, formé de militaires et de politiciens réunis en "division" (Naikaku jōhōbu) en septembre 1937, furent autant d'interdire que d'avertir. Outre d'appliquer la censure à tous les médias et d'émettre des directives détaillées aux éditeurs, il faisait aussi des suggestions sur tout sauf les commandes. À partir de 1938, les médias sur papier "viennent à se rendre compte que leur survie dépendait de leurs liens avec le bureau d'information du cabinet et de sa publication officielle, Shashin shūhō, qui décidait de l'image de l'armée et de l'image de la guerre. 
L'article 12 des directives de la censure pour les journaux émis en septembre 1937 indiquait que tous les nouveaux articles ou photographies "défavorables" à l'armée impériale étaient sujets à l'interdiction de diffusion. L'article 14 interdisait les "photographies d'atrocités" mais permettait les articles sur la "cruauté des soldats et civils chinois".
En donnant l'exemple du massacre de Nankin, Tokushi Kasahara de l'université de Tsuru affirme que : "Certains détracteurs arguaient que Nankin était beaucoup plus calme que nous ne le pensions en général. Ils montraient des photographies de réfugiés de Nankin qui vendaient de la nourriture dans les rues ou de Chinois dans les camps tout sourire. Ils en oubliaient la propagande japonaise. L'armée impériale imposait une censure sévère. Des photographies de cadavres ne pouvaient pas passer. Les photographes devaient enlever les corps avant de prendre des clichés de rues ou de bâtiments de ville. (...) Même si les photos n'étaient pas mises en scène, les réfugiés devaient obéir aux soldats japonais. Ils étaient tués s'ils refusaient..."
L'un des plus célèbres exemples de la censure concerne la fin de Mugi to heitai ("Blé et soldats"), le best-seller d'Ashihei Hino. Plusieurs phrases dans lesquelles cet auteur, connu pour sa participation à l'effort de guerre, décrit la décapitation de trois soldats chinois furent apparemment supprimées dans les versions du texte publiées avant 1945.
En 1940, le département d'information et de propagande (情報部, Jōhōbu) devint le bureau d'information (情報局, Jōhōkyoku), qui réunissait les départements d'information distincts des ministères de la Guerre, de la Marine et des Affaires étrangères au sein du ministère des Affaires intérieures. Ce nouveau Jōhōkyoku avait un contrôle total sur toutes les informations, publicités et événements publics. Il était dirigé par un président (sōsai) directement responsable auprès du premier ministre et avait une équipe de 600 personnes dont beaucoup de militaires. En février 1941, il distribua aux éditeurs une liste noire d'écrivains qu'il conseilla de ne pas publier.
Les porte-paroles officiels du Naikaku Johōkyoku, comme le vice-président Hideo Okumura, le major-général Nakao Nahagi et le capitaine Hideo Hiraide, devinrent des personnalités très populaires. Ils accordaient des conférences de presse, parlaient à la radio et écrivaient pour les journaux.
Le Naikaku Johōkyoku ne traitait toutefois que les questions civiles. Les rapports de guerre étaient le domaine du Daihonei hōdōbu, le service de presse du quartier-général impérial qui comprenait les services de presse de l'armée et de la Marine. Le Daihonei hōdōbu envoyait ses propres correspondants de guerre mais embauchait parfois des civils pour les couvertures.
La révision de la loi de mobilisation générale de l'État (国家総動員法, Kokka Sōdōin Hō) de 1941 supprima la liberté de la presse. Tout le courrier était sujet au contrôle. En février 1942, tous les journaux reçurent l'ordre de fusionner ou de cesser toutes publications. La ligue des éditeurs du Japon (Nihon shimbun remmei), réorganisée en l'association des éditeurs japonais (Nihon shimbunkai), accepta de coopérer avec le gouvernement en effectuant un suivi interne de tous ses membres par une auto-exclusion de brouillons et manuscrits avant une présentation aux censeurs gouvernementaux. Comme la situation militaire du Japon se détériora, le gouvernement prit le contrôle de la distribution de papier, distribuant du matériel uniquement pour la politique officielle. En 1944, seuls 34 magazines furent publiés et, en 1945, seulement un.

## Occupation du Japon
Après la signature des Actes de capitulation du Japon en septembre 1945, le commandant suprême des forces alliées abolit toutes formes de censure ou de contrôle sur la liberté de la presse (article 21 de la constitution du Japon de 1947). Cependant, une censure perdura en réalité après-guerre, spécialement en matière de pornographie, et de sujets politiques jugés subversifs par le gouvernement américain pendant l'occupation du Japon. 
Selon David M. Rosenfeld : 
« La censure de l'occupation interdisait les critiques vis-à-vis des États-Unis ou des autres nations alliées, mais la notion de censure elle-même était interdite. Cela signifiait, selon les observations de Donald Keene, que pour certains écrivains ou journalistes "la censure de l'occupation fut peut-être même plus sévère que la censure militaire d'avant-guerre parce qu'elle insistait sur le fait que toutes traces de censure soient dissimulées. Cela signifiait que des articles étaient complètement réécrits plutôt que de simplement supprimer les phrases gênantes". »